# Aphrodita bisetosa
Aphrodita bisetosa är en ringmaskart som beskrevs av Rozbaczylo och Canahuire 2000. Aphrodita bisetosa ingår i släktet Aphrodita och familjen Aphroditidae. Inga underarter finns listade i Catalogue of Life.